# Добраничівка

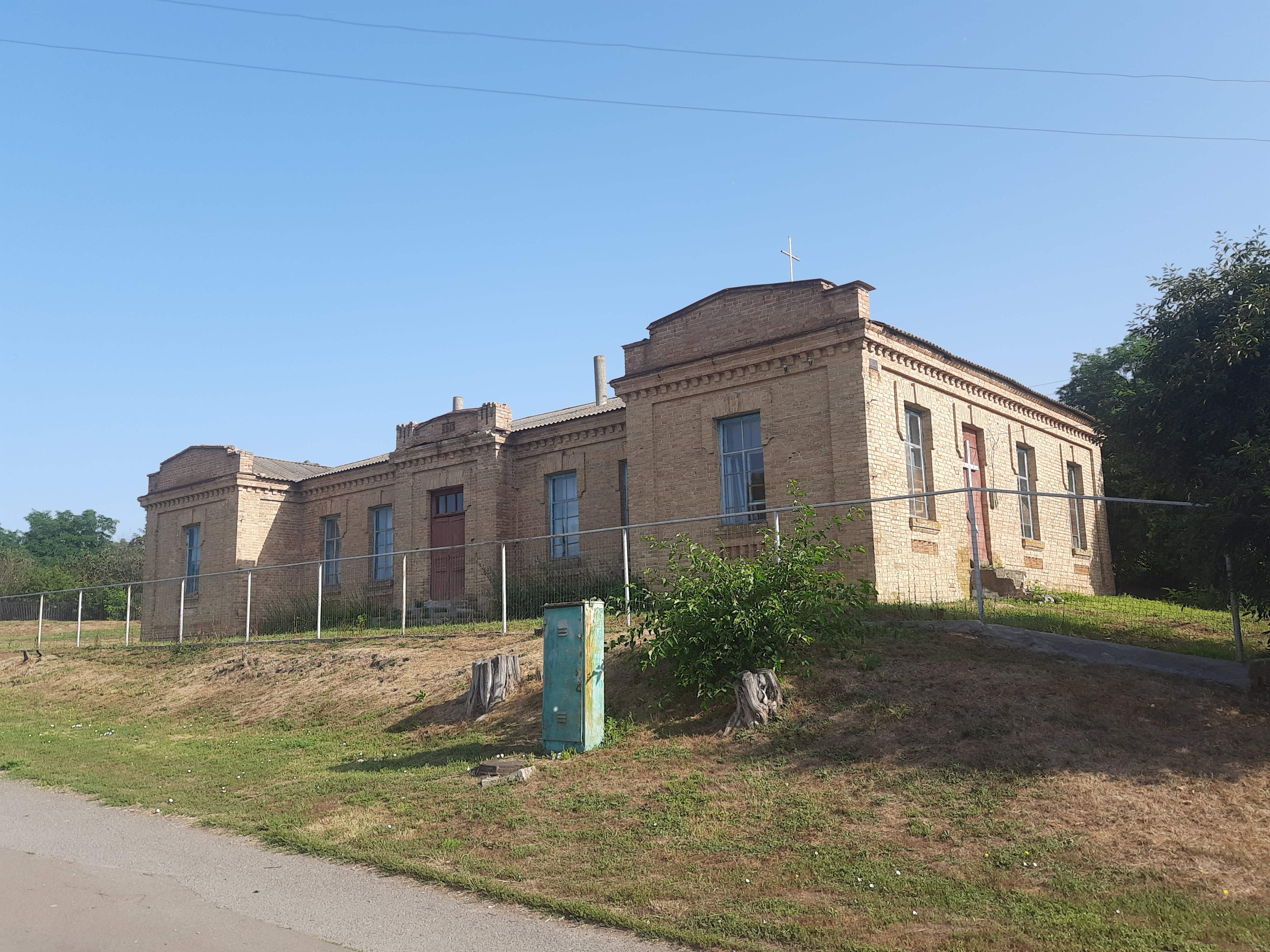
Колишня земська школа

Добрани́чівка — село в Україні, у Яготинській міській громаді Бориспільського району Київської області. Населення становить 371 осіб.

## Історія
Засноване у 1859 році.
Станом на 1859 рік - "деревня" Добраничівка (Карлатщина) мала 70 дворів та 329 жителів.
Селище було приписане до Михайлівської церкви у Капустинцях
1910 - селище Капустянської волості Пирятинського повіту Полтавської губернії, 96 дворів, 568 душ обох статей з найманими робітниками.
На початку 1930-х років входило до складу Шрамківського району Харківської області.
Село постраждало від колективізації та Голодомору - геноциду радянського уряду проти української нації. Архівні дані про період колектитвізації і Голодомору в селі відсутні.  Очевидцями трагедії встановлено 144 прізвища померлих односельців, які поховані на місцевому кладовищі.

## Пам'ятки

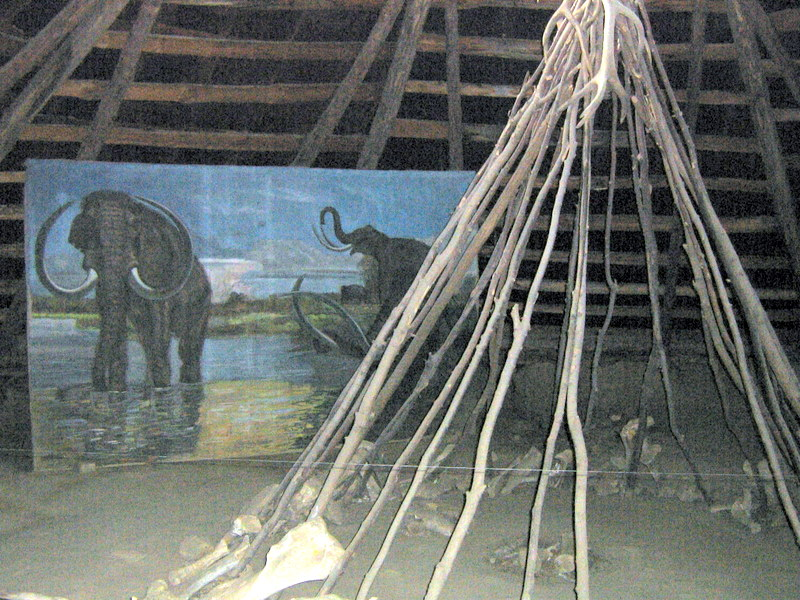
Фрагмент стоянки пізнього палеоліту в Переяславському музеї

1952 року біля села було відкрито так звану Добраничівську стоянку — залишки людського житла пори пізнього палеоліту. Поселення прадавніх мисливців на мамонтів має приблизно 15 тисяч років. Найдавніше в Європі людське житло перенесене в переяславський музей народної архітектури й побуту.